# Iglesia de San Pedro (Barton-upon-Humber)
La iglesia de San Pedro es la antigua iglesia parroquial de Barton-upon-Humber, localidad ubicada al norte del condado de Lincolnshire, en Inglaterra. Es uno de los edificios anglosajones más conocidos, en parte debido a su papel en la identificación del estilo por parte de Thomas Rickman. Ha sido objeto de importantes excavaciones. Forma parte del catálogo del English Heritage y alberga una exposición que explora su historia a lo largo de los siglos.

## Origen

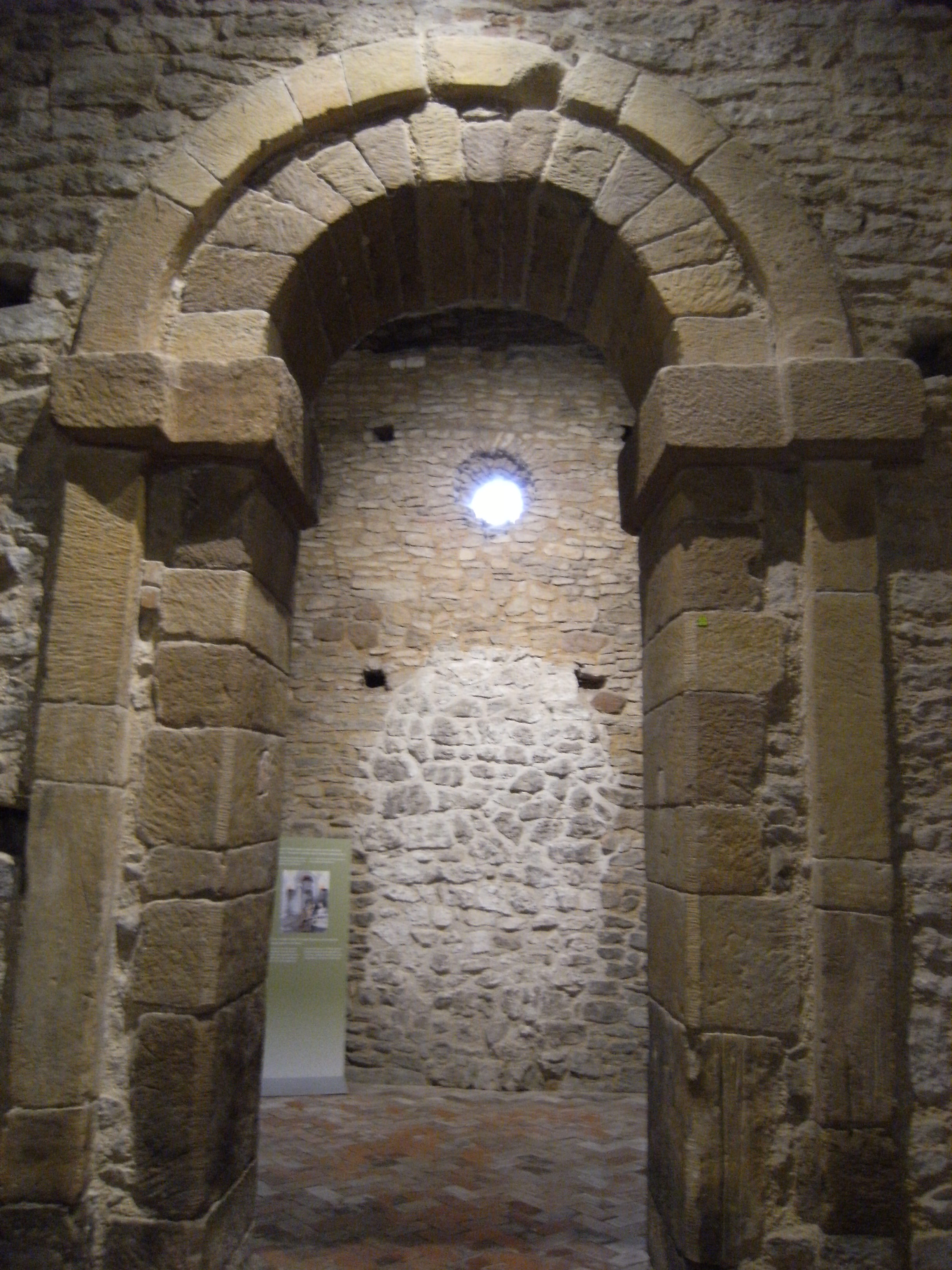
Vista de la torre hacia el baptisterio.

La iglesia se encuentra al este de los restos de un recinto casi circular que contenía una sala. Este tenía un diámetro medio de 250 metros y estaba rodeado originalmente por un foso y una empalizada de madera que se sabe que data de antes del año 900. En Castledyke, al sur de la iglesia, se descubrió un antiguo cementerio pagano sajón, que se cree que está relacionado con este lugar y que data de la primera mitad del siglo VII, y que se utilizaba para enterrar a personas de alto estatus. En el año 669, San Chad fundó un monasterio en la vecina Barrow upon Humber. Una carta anglosajona fechada en el año 971 sugiere que Barton se convirtió en un grange adscrito a este monasterio.
Las primeras tumbas en el emplazamiento de la iglesia datan del siglo IX, unos cien años después del abandono del cementerio del sur. En esta etapa, parece haber estado reservado para los entierros asociados a la sala y puede haber habido una capilla asociada, aunque no queda ningún rastro de ella. Este fue el primer cementerio cristiano de Barton.
La datación de la iglesia es algo controvertida. English Heritage data el baptisterio en el siglo IX y la nave de la torre en el siglo X. Otras fuentes dan una fecha ligeramente posterior, entre los años 970 y 1030. En particular, no se sabe con certeza si el baptisterio es anterior a la torre o si ambos son contemporáneos. Alrededor de la fecha de construcción se rellenó la zanja del este, lo que permitió el acceso a nivel entre el vestíbulo y la iglesia. Inusualmente, las tumbas perturbadas por la colocación de los cimientos fueron cuidadosamente reubicadas.

## Arquitectura

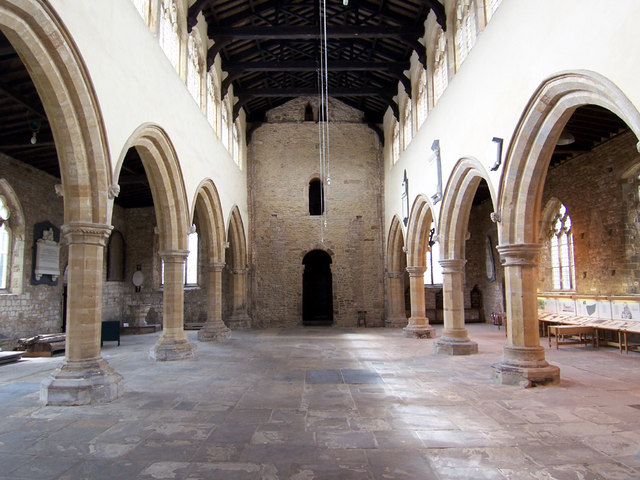
Imagen de la nave medieval.

La iglesia era originalmente turriforme, con la planta baja de la torre sirviendo como nave.
La torre presenta rasgos típicos de la arquitectura sajona: muros de escombros revocados, con pilastras decorativas, y trabajos largos y cortos. Las pilastras no proporcionan ningún soporte posible, ya que algunas están muy poco profundas en el muro. Las vigas de roble que se conservan en dos niveles de la torre podrían haber servido como sujeción de los pisos superiores. El primero debió de ser una galería, ya que no hay ventanas a nivel de la planta baja. La torre sólo tiene unas pocas y pequeñas ventanas, con cabezas redondas o triangulares, y están divididas por un eje. Hay portales al norte y al sur, que parecen haber tenido originalmente pórticos de madera. El tejado sería de madera, probablemente de forma piramidal escalonada, y estaría cubierto de tejas.
La torre está unida al baptisterio por una estrecha puerta, que originalmente tenía un pórtico de madera. Las excavaciones han revelado la base de una pila bautismal enterrada en el suelo de la sala. Externamente, es más sencilla que la torre, con un número aún menor de ventanas sencillas En el lado opuesto de la torre al baptisterio, se construyó un presbiterio. Bajo este espacio se han encontrado los cimientos de un altar permanente y un biombo. Tanto el baptisterio como el presbiterio habrían tenido techos planos con áticos encima.
Barton prosperó como ciudad, y en el Libro de Domesday consta que albergaba dos molinos y un transbordador, con un valor de 4 libras al año. A principios del periodo normando, quizá a finales del siglo XI, se añadió un tercer piso a la torre de San Pedro, utilizando piedra caliza labrada en estilo románico.
El presbiterio fue demolido hacia el año 1100 para dar paso a un edificio normando temprano más grande al este de la torre existente, cuyos cimientos se encontraron bajo la nave actual durante la excavación de la década de 1970. Este edificio se amplió gradualmente en los siglos XII y XIII antes de ser sustituido en gran medida en el siglo XIV por la nave y el presbiterio actuales. Las primeras partes de esta ampliación son de estilo gótico decorado, con algunos de los capiteles de las arcadas reutilizados del edificio anterior. Uno de ellos representa a un hombre verde.
La ventana del extremo oriental de la nave norte, que ahora está dentro de la iglesia debido a la adición posterior al este, contiene un raro ejemplo de talla figurada en la tracería. Es de mediados del siglo XIV, con cuatro luces y tracería fluida, y en el parteluz central está tallada una cabra flanqueada por la Virgen María y San Juan en los otros dos parteluces: un grupo completo de cabras. El claristorio data de alrededor de 1430. El presbiterio fue reconstruido en la segunda mitad del siglo XV, y la ventana oriental conserva fragmentos de vidrieras de principios del siglo XIV que representan a San Jorge y Santiago el Mayor. Otros monumentos históricos son la efigie del presbiterio del siglo XV y el biombo, así como monumentos murales de finales del siglo XVI.
Hacia el año 1310 se construyó una cruz en el patio de la iglesia. Está catalogada como monumento en grado II por derecho propio, al igual que parte del muro del patio de la iglesia.

## Primeras investigaciones
Thomas Rickman, un entusiasta historiador de la arquitectura y autor de An Attempt to Discriminate the Styles of English Architecture, investigó la iglesia en el año 1819. Su inspección le llevó a describir el principio de la "estratificación estructural": cuando una fase del edificio se apoya en otra, la segunda debe ser anterior. Esto le permitió, por primera vez, argumentar de forma persuasiva que una estructura en pie debía ser de fecha anglosajona, ya que el último piso normando de la torre se apoyaba en dos pisos construidos en un estilo muy diferente, entonces desconocido. Anteriormente, aunque algunas obras habían sido calificadas de sajonas, todas eran románicas, y sólo las conjeturas intentaban distinguirlas de la arquitectura normanda. Rickman presentó su influyente hipótesis de que la iglesia de San Pedro y la de Santo Tomás de Canterbury, en Clapham, poseía torres sajonas en una edición actualizada de su libro.

## Excavación y restauración

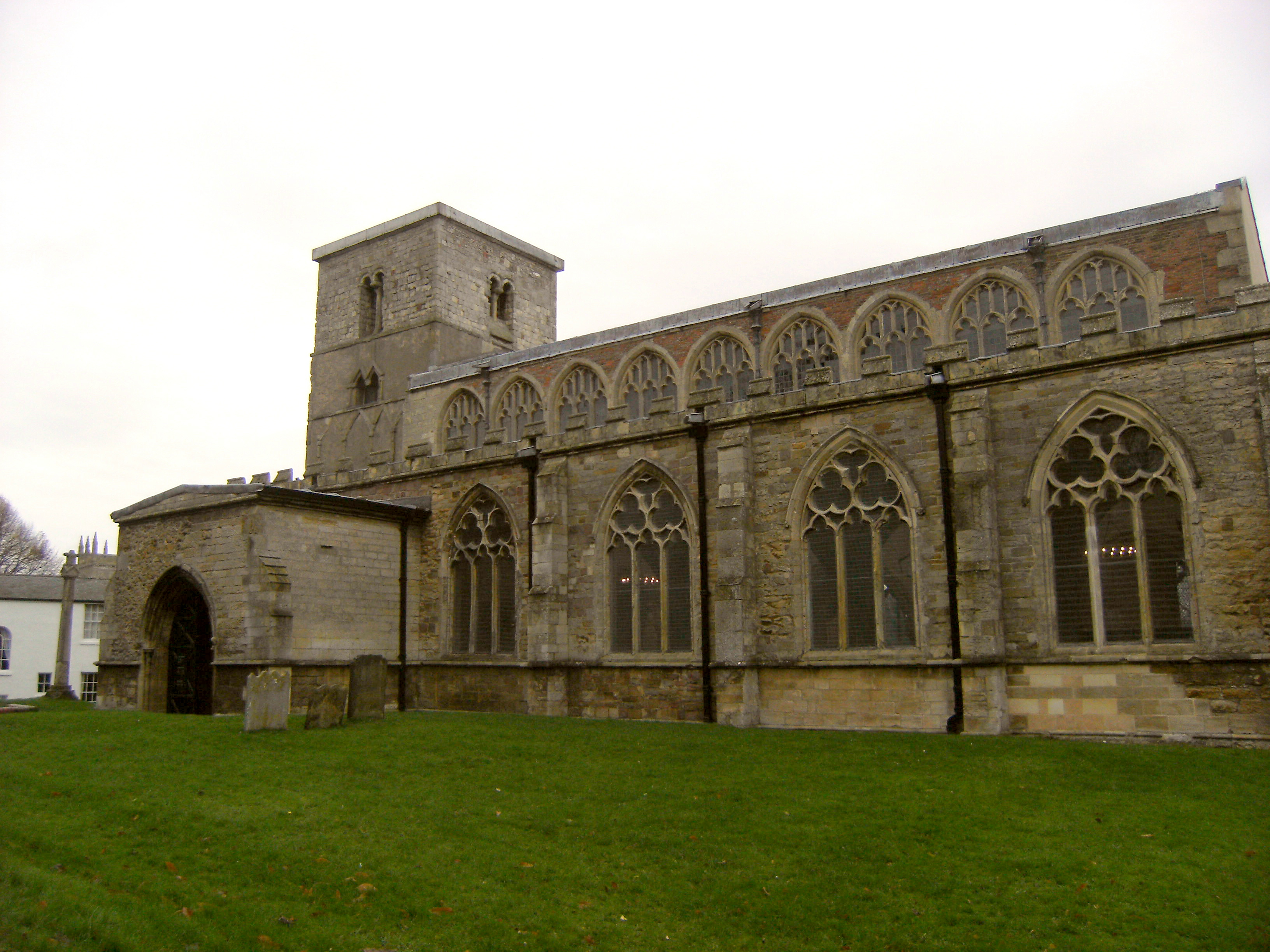
Vista desde el sureste, mostrando la nave, el pasillo sur, el pórtico y la torre.

La iglesia fue catalogada de Grado A en 1965, estatus que se convirtió en grado I. Se cerró en 1970, y su antigua capilla auxiliar se convirtió en la iglesia parroquial. La propiedad fue asumida por el Departamento de Medio Ambiente.
Harold McCarter Taylor identificó la iglesia como un lugar ideal para una excavación arqueológica, dado que era, excepcionalmente, una iglesia sajona sustancial que ya no se utilizaba para el culto. Señaló que, dado que el edificio había sido examinado repetidamente por los historiadores de la arquitectura, había pocas posibilidades de resolver las considerables cuestiones sobre su construcción e historia sin realizar excavaciones. En 1977, consiguió financiación del Departamento de Medio Ambiente y comenzó la investigación arqueológica más amplia jamás realizada en una iglesia parroquial británica, que no se completó hasta 1985.
Se extrajeron 3 000 esqueletos del lugar, lo que ha sido descrito como "un registro osteológico sin parangón en ninguna pequeña ciudad de Inglaterra". Debido a las condiciones de anegamiento, en algunos casos también habían sobrevivido ataúdes de madera. Algunos de ellos eran troncos excavados, mientras que otros se cree que fueron construidos a partir de antiguas embarcaciones. Al menos diez entierros estaban acompañados de varas de avellano, y uno tenía una almohada de material orgánico.
Además de la excavación, se llevaron a cabo extensas reparaciones en el edificio. En 2007, los esqueletos se colocaron en un osario in situ, para dejarlos en suelo consagrado cerca de su ubicación original y permitir su estudio en el futuro. Tres esqueletos siguen expuestos en la iglesia, junto con una selección de ajuares funerarios y dos ataúdes. La iglesia fue inaugurada por English Heritage como atracción para visitantes en mayo de 2007.